# Генератор (програмування)
Генератор — в інформатиці, це підпрограма, що контролює ітерації в циклі.
Генератор є підвидом ітератора.
Різниця між ітератором і генератором:
- Ітератор проходить по колекції по одному елементу за раз.
- Генератор генерує елементи послідовності по одному елементу за раз.

Генератор може бути реалізований у вигляді наступних конструкцій потоку керування як:
- співпрограма;
- продовження першого порядку.

Генератор є частковим випадком співпрограми, оскільки завжди повертає керування до того коду, який його викликав.

## Приклади в різних мовах програмування

### C#
```
public
 
static
 
IEnumerable
<
int
>
 
GetEven
(
IEnumerable
<
int
>
 
numbers
)

{

    
foreach
 
(
int
 
i
 
in
 
numbers
)

        
if
 
((
i
 
%
 
2
)
 
==
 
0
)

            
yield
 
return
 
i
;

}

```

### F#
```
seq

{

    
for
 
b
 
in
 
0
 
..
 
25
 
do

        
if
 
b
 
<
 
15
 
then

            
yield
 
b
 
*
 
b

}

```

### C++
C++11 дозволяє застосовувати foreach цикли до будь-якого класу, що надає функції begin та end. Отже, можливо написати подібний до генератора клас визначивши обидва ці методи і методи ітератора (operator!=, operator++ і operator*) в одному класі. Наприклад, можливо написати таку програму:
```
#include
 
<iostream>

int
 
main
()

{

    
for
 
(
int
 
i
:
 
range
(
10
))

    
{

        
std
::
cout
 
<<
 
i
 
<<
 
std
::
endl
;

    
}

    
return
 
0
;

}

```

Просте втілення класа range виглядало б так:
```
class
 
range

{

private
:

    
int
 
last
;

    
int
 
iter
;

public
:

    
range
(
int
 
end
)
:

        
last
(
end
),

        
iter
(
0
)

    
{}

    
// Повертають ітератор

    
const
 
range
&
 
begin
()
 
const
 
{
 
return
 
*
this
;
 
}

    
const
 
range
&
 
end
()
 
const
 
{
 
return
 
*
this
;
 
}

    
// Функції ітератора

    
bool
 
operator
!=
(
const
 
range
&
)
 
const
 
{
 
return
 
iter
 
<
 
last
;
 
}

    
void
 
operator
++
()
 
{
 
++
iter
;
 
}

    
int
 
operator
*
()
 
const
 
{
 
return
 
iter
;
 
}

};

```

В Microsoft Visual C++ 2015 реалізовані деякі пропозиції для C++17
```
#include
 
<experimental/generator>

using
 
namespace
 
std
::
experimental
;

inline
 
generator
<
int
>
 
values
()

{

	
for
 
(
int
 
i
 
=
 
0
;
 
i
 
<
 
100
;
 
++
i
)

	
{

		
__yield_value
 
i
*
i
;

	
}

}

```

Можливо писати в стилі, який через вкладеність викликів, читатиметься знизу вверх:
```
	
auto
 
seq
 
=
 
take
(
5

				
,
transform
([](
int
 
x
)
 
{
return
 
x
*
x
;}

				
,
where
([](
int
 
x
)
 
{
return
 
x
 
%
 
2
 
==
 
0
;}

				
,
fibonacci
()

				
)));

	
for
 
(
auto
 
i
 
:
 
seq
)

		
printf
(
"%d "
,
 
i
);

```